# Parachelifer scabriculus
Espèce
Synonymes
- Chelifer scabriculus Simon, 1878
- Chelifer degeneratus Balzan, 1892

Parachelifer scabriculus est une espèce de pseudoscorpions de la famille des Cheliferidae.

## Distribution
Cette espèce se rencontre aux États-Unis en Californie, en Arizona, au Nouveau-Mexique, en Utah, au Dakota du Sud et en Oregon et au Mexique en Basse-Californie.

## Description
L'holotype mesure 3 mm.

## Publication originale
- Simon, 1878 : Descriptions de quelques Cheliferidae de Californie. Annales de la Société Entomologique de France, sér. 5, vol. 8, p. 154-158 (texte intégral).